# Estela Beatriz Cols
Estela Beatriz Cols (Buenos Aires, 27 de febrero de 1965 - 27 de marzo de 2010) fue una doctora en Educación en la Facultad de Filosofía y Letras de la Universidad de Buenos Aires. Se desempeñó como pedagoga, investigadora y docente en la Universidad de Buenos Aires y en la Universidad Nacional de La Plata.
Fue reconocida, en 2007, con el primer premio de las XVIII Jornadas Internacionales de Educación a la mejor obra teórica en educación, como coautora de «El Saber Didáctico», junto a Alicia Rosalía Wigdorovitz de Camilloni, Laura Basabe y Silvina Feeney.

## Biografía
Estela Cols finalizó el Profesorado para la Enseñanza Primaria en la Escuela Normal Superior n°4 «Estanislao S. Zeballos», en 1987. Un año después, en 1988, recibió el título de Licenciada en Ciencias de la Educación en la Facultad de Filosofía y Letras de la Universidad de Buenos Aires, con promedio general distinguido y diploma de honor.
En 2008, obtuvo el título de Doctora en Educación en la Facultad de Filosofía y Letras de la UBA. Su tesis doctoral, titulada «Estilos de enseñanza: Sentidos personales y configuraciones de acción tras la semejanza de las palabras», fue publicada póstumamente como libro por la Editorial Homo Sapiens, en 2011.

## Trayectoria
Becaria de investigación de CONICET entre 1989 y 1994, su trayectoria académica hizo hincapié en la investigación de los procesos de cambio pedagógico-didácticos.
Desde 1992, ejerció como profesora de la cátedra Didáctica I, a cargo de Alicia Rosalía Wigdorovitz de Camilloni, en las carreras de Profesorado y Licenciatura en Ciencias de la Educación de la Facultad de Filosofía y Letras de la Universidad de Buenos Aires. Fue Jefa de Trabajos Prácticos y profesora titular de esta misma cátedra, aunque no pudo asumir formalmente el cargo. En esta misma institución, dictó seminarios de grado y posgrado sobre didáctica, evaluación de los aprendizajes y metodología de la investigación.
En 1999, fue premiada por la Fundación Archipiélago por su presentación «Innovación educativa y proyecto curricular de centro».
Desde el año 2000 se desempeñó como profesora en la Facultad de Humanidades y Ciencias de la Educación de la Universidad Nacional de La Plata. Fue profesora a cargo de la cátedra Didáctica General del Profesorado en Educación Física; y, a partir de 2003, profesora Adjunta de Didáctica. En esta misma institución, dictó seminarios de grado y posgrado sobre didáctica, curriculum e investigación en la enseñanza.

## Estudios e investigaciones
Estela se ha dedicado a estudiar la enseñanza. Ha construido, de una manera progresiva a lo largo de su carrera, una perspectiva didáctica para estudiar e intervenir en la enseñanza desde una mirada interdisciplinar, estudiando la enseñanza como práctica social y como acción docente, enmarcándola en las instituciones educativas y en los sistemas masivos de educación que caracterizan a la mayoría de los países del mundo. Esta mirada sobre la enseñanza siempre contempló la importancia de la tarea e intervención docente; y el aula como espacio privilegiado de desarrollo. Pero con una explícita proyección hacia las implicancias políticas y sociales de la misma.
Realizó una importante tarea en el campo de la investigación didáctica, promoviendo y trabajando en equipo en el Instituto de Investigaciones en Ciencias de la Educación de la Facultad de Filosofía y Letras de la UBA y en la Facultad de Humanidades y Ciencias de la Educación de la UNLP. Sus temas de investigación fueron en torno a la enseñanza; las decisiones docentes en los momentos preactivo, interactivo y posactivo de la enseñanza; el curriculum y la programación de la enseñanza; la evaluación de la enseñanza, de los aprendizajes y del curriculum; la Didáctica como campo disciplinar.
Ha realizado investigaciones de carácter individual y grupal, contribuyendo a la producción y el avance del conocimiento en el campo de la Didáctica, el Curriculum y la Formación Docente. Ha formado, desde un punto de vista humano y académico, a distintos estudiantes y colegas en temáticas y problemáticas propias de estos campos disciplinares.
En posgrado, ha dado clases sobre corrientes didácticas contemporáneas; debates contemporáneos del curriculum y la enseñanza; estrategias de enseñanza; evaluación de los aprendizajes; investigación educativa en maestrías y doctorados de Didáctica y Formación Docente de diferentes universidades nacionales articulando su formación en la investigación sobre la enseñanza.
Desarrolló su labor docente, también, en diferentes cursos para la formación en instituciones educativas de nivel terciario no universitario, así como en instancias de formación docente en ejercicio.
En su tesis de doctorado, defendida en 2008, estudió los estilos de enseñanza en el nivel primario. Su carrera de doctorado coronó una línea de investigación y un recorrido realizado de manera progresiva en el campo de la Didáctica, a partir de los cuales construyó y aportó la noción de estilo de enseñanza, junto al estudio de la enseñanza como acción situada de maestros y profesores con la riqueza de los modos en los que los maestros y profesores interpretaban y hacían suyas las propuestas de capacitación y los textos curriculares.

## Publicaciones
- Amantea, Alejandra; Cappelletti, Graciela; Cols, Estela; Feeney, Silvina. (2004). Concepciones sobre curriculum, contenido escolar y el profesor en los procesos de elaboración de textos curriculares en Argentina. Archivos Analíticos de Política Educativa, 12 (40).
- Cols, Estela; Amantea, Alejandra; Basabe, Laura; Fairstein, Gabriela. (2006). La definición de propósitos y contenidos curriculares para la enseñanza de las Ciencias Naturales: tendencias actuales y perspectivas. Praxis Educativa, 10 (10).
- Basabe, Laura; Cols, Estela (2007). La enseñanza. En Alicia Camilloni, Estela Cols, Laura Basabe y Silvina Feeney. El saber didáctico[3] (pp.125-161). Buenos Aires, Argentina: Paidós.
- Cols, Estela (2007). Problemas de enseñanza y propuestas didácticas a través del tiempo. En Alicia Camilloni, Estela Cols, Laura Basabe y Silvina Feeney. El saber didáctico[3] (pp.71-124). Buenos Aires, Argentina: Paidós. El quehacer de la investigación en educación (pp.127-141). Buenos Aires, Argentina: Manantial.
- Camilloni, Alicia; Cols, Estela (2010). La problemática de la investigación didáctica: El caso de una investigación sobre formatos de evaluación de los aprendizajes y sus relaciones con las modalidades de estudio de los alumnos universitarios. En Catalina Wainerman y María Mercedes di Virgilio (Comps.).
- Cols, Estela (2011). Estilos de enseñanza. Sentidos personales y configuraciones de acción tras la semejanza de las palabras[5] (1a. ed.). (Enfoques y perspectivas). Rosario, Argentina: Homo Sapiens.